# احمد داوود
احمد داوود (انگلیسی: Ahmed Dawood; ۱۵ مارس ۱۸۹۹ – ۲ ژانویهٔ ۲۰۰۲) کارآفرین و اهالی کسب‌وکار اهل پاکستان بود، که در سال ۱۹۶۸ شرکت داوود هرکولز کورپوریشن را تأسیس کرد.